# Grésigny-Sainte-Reine
 Grésigny-Sainte-Reine  es una población y comuna francesa, en la región de Borgoña, departamento de Côte-d'Or, en el distrito de Montbard y cantón de Venarey-les-Laumes.

## Demografía
| 177 | 167 | 179 | 153 | 138 | 153 |
| Para los censos de 1962 a 1999 la población legal corresponde a la población sin duplicidades (Fuente: INSEE [Consultar]) |     |     |     |     |     |